# Francesc Mateu i Nicolau
|  | «Uetam» redirigeix aquí. Vegeu-ne altres significats a «Mateu Barceló». |

Francesc Mateu i Nicolau, conegut amb el nom artístic de Francesco Uetam (Palma, 4 de maig de 1847 - Palma, 19 de maig de 1913) fou un baix mallorquí.

## Orígens
De família humil, nasqué en una casa del passeig de la Rambla de Palma. El seu pare, Francesc, era mariner i la seva mare, Margarita, s'encarregava de la botiga de queviures i estanc que la família tenia al mateix lloc on vivien.
De ben petit, pel fet de viure-hi molt a prop, ja assistia a les representacions que tenien lloc al Teatre Principal. Allà, el director i compositor Joan Goula es fixà en la seva veu i s'oferí per ser el seu professor i mentor. Tot i que ja havia rebut classes del professor de flauta Ignasi Muntaner, Goula es féu càrrec de la seva formació artística i l'instruí en les tècniques de vocalització.
Abans de dedicar-se a la lírica, féu de mosso de sabater. El 1874 es casà amb na Caterina Muntaner i Pons a l'església de Sant Nicolau de Palma. Des d'aleshores, la seva esposa l'acompanyà allà on anés a cantar. En un dels viatges, a Sant Petersburg, nasqué el seu fill, que visqué només uns pocs dies. Amant de la bona vida i gran aficionat a la caça i al ciclisme, mantingué molt bones relacions amb la noblesa i l'alta societat. Amb la fortuna que feu, adquirí un casal senyorial ubicat a l'actual carrer de Can Carrió, número 5, de Palma, al nucli antic de la ciutat. En aquesta casa, que actualment és propietat d'un alemany que l'ha reformada, hi visqué fins a la seva mort. És fill il·lustre de Palma.

## Trajectòria
Debutà el 27 de novembre de 1869 a Linda di Chamounix de Gaetano Donizetti al Teatre Principal de Palma. Seguint el consell de l'empresari Eduard Canals, invertí l'ordre de les lletres del cognom i italianitzà el nom. Actuà sovint als Països Catalans, anant a Alacant, València, Barcelona, on debutà al Teatre Principal el 1872, i al Liceu el 1874.
El 24 de febrer del 1870, al mateix lloc i també amb Goula com a director, tingué lloc una funció a benefici seu. Francesc Mateu tornà a deixar una molt grata impressió cantant fragments de La favorita, de Donizetti; Semiramide, de Rossini; Don Pasquale, de Donizetti, i Els hugonots, de Meyerbeer. El 1871, després de superar una tuberculosi, adoptà el nom artístic de Francesco Uetam —el seu primer cognom capgirat. Durant el 1873 actuà en diverses ocasions al Teatre Principal de Palma. Així, els dies 31 de maig i 4, 5 i 7 de juny hi interpretà el paper de Mefistòfil a Faust, de Gounod. El diari El Isleño, a l'edició del 3 de juny, descrivia així la seva actuació: «¡Qué Mefistófoles! […] entusiasmó, sorprendió y admiró a cuantos llenaban las localidades del teatro, él fue el héroe». Durant aquest mateix any també hi actuà amb El barber de Sevilla, de Rossini. Segons sembla, fou xiulat i, decebut per les crítiques, jurà que mai més no tornaria a cantar a Mallorca.
Durant la temporada 1873-1874 debutà en el Gran Teatre del Liceu de Barcelona amb Poliuto, de Donizetti. Al Liceu hi actuà amb freqüència fins a finals de març de 1877, però també amb anterioritat havia actuat entre l'agost i setembre del 1873 al Teatre Novetats de Barcelona. Els escenaris on tingué més èxit foren, però, el Teatre Imperial de l'Òpera de Sant Petersburg i el Teatro Real de Madrid. Joan Goula féu possible que el contractassin el 1877 per cantar a Rússia. Allà féu fortuna —durant la temporada del 1877-1878, de cinc mesos i mig de durada, guanyà 5.000 pessetes mensuals i, en alguna ocasió, cobrà fins a 65.000 pessetes per una temporada— i en diverses ocasions hi tingué un èxit impressionant, fins al punt de rebre regals del mateix tsar Alexandre II. Durant la temporada 1877-1878 participà en obres com El barber de Sevilla, de Rossini; Mefistofele, de Boito; La sonnambula, de Bellini, i Les huguenots, de Meyerbeer. Pel que fa al Teatro Real de Madrid, hi actuà amb molta assiduïtat entre el 1879 i el 1892. Molt ben pagat —durant la temporada 1880-1881 cobrà 50.000 pessetes, i durant la temporada 1885-1886, 55.000—, participà a La sonnambula, I puritani i Norma, de Bellini; Roberto il diavolo i L'africana, de Meyerbeer; Faust, de Gounod; Aïda, Ernani i Simon Boccanegra, de Verdi; Lucrezia Borgia i Linda de Chamounix, de Donizetti; Guillermo Tell, de Rossini; La juive, de Halévy; Lakmé, de Delibes, i Mignon, d'Ambroise Thomas, entre d'altres.
El 26 de novembre del 1886, juntament amb el tenor espanyol Julián Gayarre —que se sentia afalagat quan el qualificaven com «el Uetam dels tenors»—, cantà amb motiu del primer aniversari de la mort del rei Alfons XII en la missa funeral que tingué lloc a la basílica de San Francisco el Grande de Madrid. La reina regent Maria Cristina d'Àustria quedà fascinada per la seva veu i el nomenà «comendador de la Real Orden de Isabel la Católica». Actuà en altres ciutats espanyoles i europees, entre les quals Sevilla (el 1877 cantà en Teatre San Fernando el Rèquiem de Verdi), València (Teatre Principal), Tenerife (Teatro Principal de Santa Cruz), Lisboa (Teatre San Carlos), Roma (Teatro Costanzi), Florència (Teatro Pagliano) i Màlaga (Teatro Cervantes). A Rússia cantà per darrera vegada el 1898.
Considerat un dels millors baixos del seu temps, tenia una veu importantíssima, caracteritzada pel seu volum i la seva potència. Interpretà en diverses ocasions el paper de Pedro a L'estrella del Nord, de Meyerbeer. Aquest paper era per a baríton, però la seva veu era tan extensa que tenia facilitat tant per emetre les notes més altes com les més greus. Tal vegada això desgastà prematurament el seu òrgan vocal i provocà que es retiràs el 1903 a l'edat de cinquanta-sis anys. Actuà al costat d'algunes de les millors veus de la seva època, com ara el tenor italià Roberto Stagno, el tenor espanyol Julián Gayarre, el tenor francès Ernesto Nicolini, el baríton italià Mattia Battistini, la soprano nord-americana Emma Nevada, la soprano italiana Adelina Patti i la mezzosoprano italiana Giuseppina Pasqua. La crítica europea l'anomenà «el rei dels baixos».
A començament del segle xx enregistrà uns cilindres fonogràfics de cera, dels quals només se n'ha conservat un, en què Francesc Mateu canta la balada Cor fedele. Es retirà el 1903, amb la interpretació del paper de Mefistòfil de Faust.
L'any 2013, amb ocasió del centenari de la mort de Mateu, se li reté un homenatge al teatre Principal de Palma, on ell havia debutat el 1869.